# Mamou (prefectura de Guinea)
Mamou es una prefectura de la región de Mamou de Guinea, con una población censada en marzo de 2014 de 318 981 habitantes. Está formada por las siguientes subprefecturas, que igualmente se muestran con población censada en marzo de 2014:
- Bouliwel 20,881
- Dounet 30,534
- Gongoret 8,731
- Kégnéko 19,134
- Konkouré 13,039
- Mamou 83,008
- Nyagara 12,319
- Ouré-Kaba 31,804
- Porédaka 22,153
- Saramoussaya 23,216
- Soyah 22,782
- Téguéréya 9,298
- Timbo 13,364
- Tolo 8,718[1]